# Banff Castle

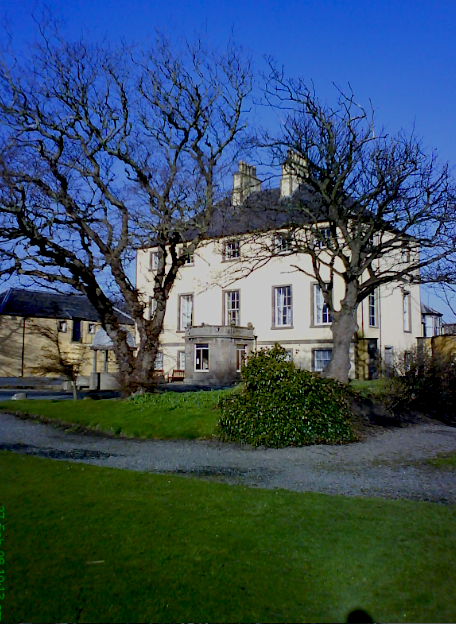
Das heutige Landhaus Banff Castle

Banff Castle ist ein Burgstall und ein Landhaus in Banff in der schottischen Council Area Aberdeenshire.

## Geschichte
Im 12. Jahrhundert wurde dort eine Motte errichtet, die den Comyns, Earls of Buchan, gehörte.
König Eduard I. von England weilte dort 1296 und 1298, nachdem er William Wallace in der Schlacht von Falkirk im Zuge der schottischen Unabhängigkeitskriege besiegt hatte. Die Burg wurde mit einer Garnison englischer Truppen besetzt, bis sie 1310 von den Schotten zurückerobert wurde.
Sie kam in der Besitz der Familie Sharp und wurde 1722 an den James Ogilvy, Lord Ogilvy of Deskford (Clan Ogilvy), verkauft. 1749/1750 wurde die alte Burg abgerissen und der Architekt John Adam baute auf dem Mound ein Landhaus. Später kam es in die Hände der Familie Russel.

## Heute
Heute dient das Landhaus als Veranstaltungsort für Kunstausstellungen und andere Veranstaltungen für die Stadt Banff und die Umgebung. Historic Scotland hat es zusammen mit den Resten der alten Burg als historisches Gebäude der Kategorie A gelistet. Die Mauern der alten Burg gelten zusätzlich als Scheduled Monument.